# Зыонг Тхи Вьет Ань
Зыонг Тхи Вьет Ань (вьет. Dương Thị Việt Anh; род. 30 декабря 1990 г.) — вьетнамская легкоатлетка, соревнующийся в прыжках в высоту, участница летних Олимпийских игр 2012 года .

## Международные соревнования
| Год                  | Чемпионат                                                      | Город проведения     | Занятое место        | Дисциплина           | Результат            |
| Представляла Вьетнам | Представляла Вьетнам                                           | Представляла Вьетнам | Представляла Вьетнам | Представляла Вьетнам | Представляла Вьетнам |
| -------------------- | -------------------------------------------------------------- | -------------------- | -------------------- | -------------------- | -------------------- |
| 2008                 | Азиатский молодёжный атлетический чемпионат                    | Джакарта             | 3                    | Прыжок в высоту      | 1,70 м               |
| 2009                 | Азиатские игры в помещениях                                    | Ханой                | 5                    | Пятиборье            | 3547 очков           |
| 2009                 | Игры Юго-Восточной Азии                                        | Вьентьян             | 3                    | Прыжок в высоту      | 1,88 м               |
| 2009                 | Игры Юго-Восточной Азии                                        | Вьентьян             | 4                    | Семиборье            | 4657 очков           |
| 2010                 | Чемпионат Азии по лёгкой атлетике в помещении                  | Тегеран              | 4                    | Прыжок в высоту      | 1,83 м               |
| 2011                 | Чемпионат Азии по лёгкой атлетике                              | Кобе                 | -                    | Семиборье            | DNF                  |
| 2011                 | Игры Юго-Восточной Азии                                        | Палембанг            | 1                    | Прыжок в высоту      | 1,90 м               |
| 2011                 | Игры Юго-Восточной Азии                                        | Палембанг            | 3                    | Семиборье            | 5196 очков           |
| 2012                 | Чемпионат Азии по лёгкой атлетике в помещении                  | Ханчжоу              | 3                    | Прыжок в высоту      | 1,84 м               |
| 2012                 | Чемпионат Азии по лёгкой атлетике в помещении                  | Ханчжоу              | 2                    | Пятиборье            | 3812 очков           |
| 2012                 | Олимпийские игры                                               | Лондон               | 29 (q)               | Прыжок в высоту      | 1,80 м               |
| 2013                 | Игры Юго-Восточной Азии                                        | Нейпьидо             | 1                    | Прыжок в высоту      | 1,84 м               |
| 2017                 | Игры Юго-Восточной Азии                                        | Куала-Лумпур         | 1                    | Прыжок в высоту      | 1,83 м               |
| 2017                 | Азиатские игры по боевым искусствам и состязаниям в помещениях | Ашхабад              | 5                    | Прыжок в высоту      | 1,75 м               |
| 2018                 | Азиатские игры                                                 | Джакарта             | 6                    | Прыжок в высоту      | 1,80 м               |